# 张惟元
张惟元（？—？），明朝末年起事领袖。崇祯元年（1628年），他在廣州聚众反明，攻打罗冈、程乡和福建上杭、武平、清流，称王，改元永兴。